# Гинзбург, Лев Владимирович
Лев Владимирович Гинзбург (24 октября 1921, Москва, — 17 сентября 1980, там же) — русский советский переводчик и публицист.

## Биография
Родился 24 октября 1921 года в Москве в семье юриста, занимался в литературной студии Дома пионеров под руководством Михаила Светлова. В 1939 году поступил в МИФЛИ, но уже в сентябре того же года был призван в армию. Шесть с половиной лет прослужил на Дальневосточном фронте. Печатал стихи в армейской и фронтовой газетах.
В 1950 году окончил филологический факультет МГУ. Первую книгу переводов (с армянского) выпустил в 1952 году. В дальнейшем занимался в основном переводами с немецкого. Автор классических переводов немецких народных песен и баллад, поэзии вагантов, поэтов XVII века. Среди переводившихся им авторов был, в частности, Карл Маркс. Гинзбург переводил его юношеские стихи, включённые в советское собрание сочинений Маркса и Энгельса.
Переводил с латинского стихи из Carmina Burana. Его вольный перевод стихотворения «Hospita in Gallia» из сборника Carmina Burana, первоначально опубликованный под названием «Прощание со Швабией», стал популярной песней с инципитом «Во французской стороне…» (музыка Давида Тухманова).
Написал также несколько книг антифашистской публицистики, в которых описал свои многочисленные поездки в ГДР и в ФРГ. Книга мемуаров «Разбилось лишь сердце моё…» вышла после смерти автора, последовавшей 17 сентября 1980 года.
Был председателем секции переводчиков Московского отделения Союза писателей СССР.
Похоронен на Востряковском кладбище (уч. 50).

### Семья
- Жена — Бибиса Ивановна Дик-Киркилло (1925—1978), дочь румынского коммуниста И. О. Дика, сестра писателя И. И. Дика.
  - Дочь — Ирина Грицкова (Гинзбург-Журбина), поэтесса, переводчица, мемуарист, жена композитора Александра Борисовича Журбина.
  - Сын — Юрий Гинзбург (род. 1951), журналист.

## Сочинения

### Переводы
- Дарбни А. М. Басни / Авториз. пер. с арм. Л. Гинзбурга; Под ред. И. Сельвинского; [Ил.: О. Шаварш]. — Ереван: Айпетрат, 1952. — 76 с.
- Немецкие народные баллады / В переводах Л. Гинзбурга; [Грав. Е. Бургункера]. — М.: Гослитиздат, 1959. — 135 с.
- Слово скорби и утешения: [Немецкая поэзия времен Тридцатилетней войны. 1618—1648 гг.] / [Пер., сост., вступ. статья и примеч. Л. Гинзбурга]; [Ил.: Г. Клодт]. — [М.]: [Изд-во худож. лит.], [1963]. — 190 с.
- Лирика вагантов в переводах Льва Гинзбурга / Предисл. и примеч. Л. Гинзбурга; Худож. Г. Клодт. — М.: Худож. лит., 1970. — 190 с.
- Страницы немецкой поэзии в переводах Льва Гинзбурга: От лирики вагантов до поэтов ГДР. — [М.]: [Прогресс], [1970]. — 199 с.
- Волшебный рог мальчика: Из нем. нар. поэзии / Пер., [предисл. и коммент.] Л. Гинзбурга; [Ил.: Е. Мешков]. — М.: Дет. лит., 1971. — 94 с.
- Немецкая старина: Классическая и народная поэзия Германии XI—XVIII веков / Пер. и предисл. Л. Гинзбурга. — М.: Худож. лит., 1972. — 266 с.
- Колесо фортуны: Стихи немецких поэтов в пер. Льва Гинзбурга / [Предисл. М. Алигер]. — М.: Прогресс, 1976. — 245 с. — (Мастера поэтического перевода; Вып. 20).
- Немецкая поэзия XVII века / В пер. Л. Гинзбурга. — М.: Худож. лит., 1976. — 205 с.
- Рейнеке-лис: Поэма 15 века / В пер. Л. Гинзбурга. — М.: Худож. лит., 1978. — 268 с.
- Из немецкой поэзии: Век X — век XX / Пер. Л. Гинзбурга; [Предисл. С. Ошерова; Худож. В. Носков]. — М.: Худож. лит., 1979. — 542 с.

### Проза
- Дудка Крысолова: Заметки писателя. 1956—1959 / [Ил.: Е. О. Бургункер]. — М.: Сов. писатель, 1960. — 222 с.
- Цена пепла: Немецкие заметки. — М.: Сов. писатель, 1962. — 403 с.
- Бездна: Повествование, основанное на документах. — М.: Сов. писатель, 1966. — 221 с.
- Над строкой перевода: Статьи разных лет. — М.: Сов. Россия, 1981. — 144 с. — (Писатели о творчестве).
- «Разбилось лишь сердце моё…»: Роман-эссе. — М.: Сов. писатель, 1983. — 255 с.
- Потусторонние встречи / [Предисл. Ю. Гинзбурга]. — М.: Новости, 1990. — 304 с. — (Время. События. Люди. ВСЛ).

## Критика
Григорий Свирский в своей книге «На лобном месте» отмечает, что «Потусторонние встречи» не были приняты официозной критикой, так как «благоговение перед кровавым всесилием» характеризовало не только немецкое, но и советское общество. Публикация «Встреч» стала одним из поводов для смены руководства журнала «Новый мир», считает Свирский.
По мнению немецкого слависта Вольфганга Казака, в своей публицистике Гинзбург, «говоря о Федеративной Республики Германии, <…> придавал непомерное значение проблеме возрождения в стране духа национал-социализма, не соответствующее политической реальности 1960-х гг.; говоря о военных преступлениях, Гинзбург рассматривает их очень односторонне, обвиняя только одних немцев; противопоставление двух германских государств фальсифицировано и тенденциозно». В. Казак полагал также, что «переводы Гинзбурга имеют большое значение, а его публицистика важна лишь для понимания того искажённого образа Германии, который существовал в то время».